# بنجامين بول
بنجامين بول (بالإنجليزية: Benjamin Bull) هو قاضي ومحامي وسياسي أمريكي، ولد في 1798، وتوفي في 23 يناير 1879. انتخب عضو مجلس ولاية ويسكونسن.